# Faxe (municipio)
El Municipio de Faxe es un municipio (en danés, kommune) de Dinamarca, en la Región de Selandia. El municipio abarca un área de 404,54 km² y cuenta con una población de 35.306 (2010). Su alcalde desde 2010 es Knud Erik Hansen, un miembro de los Socialdemócratas (Socialdemokraterne).
Desde el 1 de enero de 2007, como resultado de la Kommunalreformen ("La Reforma Municipal" de 2007), existe el actual municipio de Faxe, integrado por los antiguos municipios de Haslev, Fakse y Rønnede.
El ayuntamiento se encuentra en Haslev, que es la localidad más poblada del municipio.

## Geografía
El 5 de junio de 2007, la emisora nacional Danmarks Radio informó que una colina desconocida cerca de Rønnede, llamada Kobanke, tenía el punto natural más alto de la isla de Selandia, 122,9 metros. Gyldenløveshøj tiene una altitud de 126 metros, pero esto es debido un montículo construido por el hombre en el siglo XVII. Su altura natural es de 121,3 metros.

## Localidades
| Localidades más pobladas |                |                  |
| N.º                      | Localidad      | Población (2010) |
| 1                        | Haslev         | 10.910           |
| 2                        | Faxe           | 3.908            |
| 3                        | Faxe Ladeplads | 2.902            |
| 4                        | Rønnede        | 2.505            |
| 5                        | Karise         | 2.197            |
| 6                        | Dalby          | 2.152            |
| 7                        | Terslev        | 864              |
| 8                        | Førslev        | 330              |
| 9                        | Teestrup       | 240              |
| 10                       | Skuderløse     | 222              |